# Хайде-Ене Ребасо
Хайде-Ене Адовна Ребасо (на естонски: Haide-Ene Rebassoo, родена на 25 януари 1935 г. в Талин) е естонска и съветска биоложка (ботаничка), доктор на биологическите науки.

## Биография
Завършва Тартуския държавен университет през 1958 г.
За звание кандидат на биологическите науки защитава дисертация за флората на остров Хиюмаа, а в Ленинградския държавен университет през 1988 г. защитава докторска дисертация, основаваща се на монографията от 1987 г. „Биоценозы островков восточной части Балтийского моря, их состав, классификация и сохранение“ (на естонски и руски език).
Работи в Института по зоология и ботаника през периодите 1960 – 1979 и 1983 – 1993 г. Специализира се във флората на остров Хиюмаа.

## Научни публикации
На естонски език
- 1967: „Hiiumaa floora ja selle genees“
- 1972: „Laidude интернет, книги“
- 1973: „Hiiumaa“
- 1974: „Eesti taimeriigis“
- 1975: „Botaanilisi kilde 17 Hiiumaa suvest“
- 1975: „Sea shore plant общности of the Estonian islands“
- 1979: „Eesti taimharuldusi“
- 1981: „Kaitskem kauneid taimi“

|  | Тази страница частично или изцяло представлява превод на страницата „Ребассоо, Хайде-Эне Адовна“ в Уикипедия на руски. Оригиналният текст, както и този превод, са защитени от Лиценза „Криейтив Комънс – Признание – Споделяне на споделеното“, а за съдържание, създадено преди юни 2009 година – от Лиценза за свободна документация на ГНУ. Прегледайте историята на редакциите на оригиналната страница, както и на преводната страница, за да видите списъка на съавторите. ВАЖНО: Този шаблон се отнася единствено до авторските права върху съдържанието на статията. Добавянето му не отменя изискването да се посочват конкретни източници на твърденията, които да бъдат благонадеждни. |